# Ростушка болница
Ростушката болница (на македонска литературна норма: Ростушка болница) е стара болнична сграда в село Ростуше, Северна Македония. Построена в 1929 година, сградата е обявена за значимо културно наследство на Северна Македония.

## История
Сградата е разположена на южния вход на селото. Построена в 1929 година, когато Ростуше е в Кралство Югославия, за здравните нужди на населението. Издигнати са четири такива обекта – в Ростуше, в Кратово, в Брод и във Вратница. На приземието на сградата се извършвали прегледи, а етажът е бил стационар.

## Архитектура
Заради денивелацията на терена са изградени подпорни стени и стълби. Централно пред главния вход има фонтан. Сградата е правоъгълна с разширения на главната фасада. Състои се от приземие и етаж над централната част, както и подпокривни помещение над северната част, където има и сутерен. Преградна стена по централната ос я разделя на два независими дяла, които имат отделни входни части със стълбища и трем. Лявата, южна половина няма връзка с етажа и освен главния вход има и страничен. Състои се от антре и четири помещения за прегледи. Северната част има сутерен, приземие и етаж, като връзката става през двойно стълбище. Входът е същият като на южния дял. Антрето води до две помещения отпред, а отзад има друго антре към съседните помещения, в което са и стълбите. Северният дял също има помощен вход на страничната фасада. Етажът има пет помещения и санитарен възел, свързани с централно поставен коридор. Сутеренът има две помешения и стълби. На главната фасада е видна симетричната организация на сградата – приземният дял е със свързани полукръгли арки, а композицията на двата трема завършва с триъгълни фронтони и щукодекорация. Покривът е на много води с керемиди.